# Фатима-ду-Сул
Фатима-ду-Сул (порт. Fátima do Sul) — муниципалитет в Бразилии, входит в штат Мату-Гросу-ду-Сул. Составная часть мезорегиона Юго-запад штата Мату-Гроссу-ду-Сул. Входит в экономико-статистический микрорегион Дорадус. Население составляет 20 564 человека на 2006 год. Занимает площадь 315,237 км². Плотность населения — 53,5 чел./км².
Праздник города — 9 июля.

## История
Город основан 17 ноября 1959 года. 

## Статистика
- Валовой внутренний продукт на 2003 год составляет 86 983 376,00 реалов (данные: Бразильский институт географии и статистики).
- Валовой внутренний продукт на душу населения на 2003 год составляет 4861,31 реал (данные: Бразильский институт географии и статистики).
- Индекс развития человеческого потенциала на 2000 год составляет 0,751 (данные: Программа развития ООН).

## География
Климат местности: тропический.